# Mikrometr
Mikrometr (symbol µm) je odvozená jednotka soustavy SI v délce jedné milióntiny metru (0,000 001 metru). Někdy bývá označována také jako mikron.
Mikrometr je tisíckrát menší než milimetr a tisíckrát větší než nanometr.
Pro zápis mikrometru se používá symbol µ (označení v Unicode je U+00B5; v HTML &micro;) – měl by vypadat jako řecké písmeno mý (μ) (závisí na použitém fontu). Pokud symbol µ není k dispozici, bývá mikrometr zapisován jako „um“.
Tato jednotka se používá např. při udávání definování ultrakrátkých a infračervených vlnění. V těchto jednotkách se také v elektronice porovnávají rozměry u integrovaných obvodů a čipů.